# Tyin
Tyin je jezero v jihozápadní části pohoří Jotunheimen v Norsku. Jezero patří pod správu města Vang v Innlandetu, ačkoliv malý kousek jezera spadá pod Ardal v oblasti Vestland. Západní okraj jezera z větší části kopíruje hranice mezi Vangem a Ardalem. Rozloha jezera je 33,02 km². Jezero slouží jako zásobárna pro Tyin kraftverk. Vodní hladina je regulována mezi 1082,84 a 1072,50 m nad mořem. Objem vody v jezeře je 0,313 km³.

## Pobřeží
Okolo severní strany jezera vede národní turistická silnice č. 53, (Tyin–Ardal) a podél východní strany silnice č. 252 (Tyin–Eidsbugarden). Silnice č. 252 je přístupná z Evropské silnice E16.

## Využití
V roce 1869 Norský spolek horské turistiky (DNT) postavil na břehu jezera první turistickou chatu. Dnes chaty DNT v okolí jezera tvoří na jihu Jotunheimského národního parku jednu z nejlepších turistických oblastí v Evropě. U jezera je také omezený počet soukromých chat.